# Katarzyna Hawrylak-Brzezowska
Katarzyna Hawrylak-Brzezowska (ur. 22 listopada 1950 we Wrocławiu) – miejska konserwator zabytków we Wrocławiu w latach 1995–2017.

## Życiorys
Córka prof. Henryka Hawrylaka (1924–2014), inżyniera mechanika, oraz wrocławskiej architekt Jadwigi Grabowskiej-Hawrylak (1920–2018); siostra dra arch. Macieja Hawrylaka i prof. Pawła Hawrylaka (fizyka). Złożyła egzamin dojrzałości we wrocławskim II Liceum Ogólnokształcącym w roku 1968, następnie (w 1973) ukończyła studia na Wydziale Architektury Politechniki Wrocławskiej.
Od roku 1976 do 1982 pracowała we wrocławskiej Pracowni Konserwacji Zabytków, potem od 1986 do 1990 w Biurze Studiów i Dokumentacji Zabytków w tym mieście, a od 1990 do 1992 w Wydziale Architektury Urzędu Miejskiego Wrocławia.
W 1995 urzędujący wówczas prezydent Wrocławia Bogdan Zdrojewski powierzył jej – po wygraniu konkursu na to stanowisko – utworzenie na nowo zlikwidowanego dwadzieścia lat wcześniej (w 1975) urzędu Miejskiego Konserwatora Zabytków. Stworzyła go i kierowała nim aż do emerytury, na którą odeszła w lutym 2017 roku. Po jej odejściu stanowisko dyrektora urzędu Miejskiego Konserwatora Zabytków objęła jej dotychczasowa zastępczyni, Agata Chmielowska.
W 2013 roku Bogdan Zdrojewski, który wówczas piastował urząd ministra kultury, odznaczył ją srebrnym medalem Gloria Artis (wcześniej, w 2006, otrzymała ten medal w stopniu brązowym). Otrzymała również złotą odznakę „Za opiekę nad zabytkami”, a w czerwcu 2017 otrzymała z rąk prezydenta Wrocławia Rafała Dutkiewicza Srebrną Odznakę Honorową Wrocławia.

## Źródła
- BIP Wrocław